# Mahmud-Moschee (Zürich)
Die Mahmud-Moschee (Urdu مسجد محمود DMG Masǧid Maḥmūd, deutsch ‚Moschee des Preiswürdigen‘) an der Forchstrasse in Zürich ist die erste Moschee der Schweiz und wurde 1963 von der Ahmadiyya erbaut.

## Geschichte
Der erste Vertreter der Ahmadiyya in der Schweiz war Sheikh Nasir Ahmad von 1946 bis 1962. Er bereitete den Weg für den Bau der Moschee vor. Der Grundstein für die Moschee wurde am 25. August 1962 von Amatul Hafiz Begum, Tochter des Begründers der Ahmadiyya Muslim Jamaat, Mirza Ghulam Ahmad, gelegt. Die Moschee wurde im Juni 1963 in Anwesenheit des Präsidenten der 17. Session der UNO-Generalversammlung, Sir Muhammad Zafrullah Khan, und Zürichs Stadtpräsidenten Emil Landolt eröffnet.

## Bedeutung
Die Mahmud-Moschee ist die erste Moschee der Schweiz und hat somit eine historische Bedeutung für die Geschichte des Islams und der Muslime in der Schweiz. Sie bildet auch die Zentrale der Ahmadiyya Muslim Jamaat in der Schweiz und ist die Wirkungsstätte des leitenden Imams, dem Missionar für die Schweiz.

## Gebäude
Die Moschee umfasst 179 m², enthält eine Kuppel und mit rund 18 Meter ein überproportional hohes Minarett. Auf der Spitze des Minaretts ist ein Halbmond vorhanden. Das Minarett wird jedoch nicht zum Ausrufen des Adhān benutzt. Das Architektenbüro Ernst Göhner und Fritz Badertscher war für den Entwurf und die Umsetzung des Bauplans zuständig. Die Baukosten betrugen rund 350.000 SFr.

## Gemeinschaft
Die Ahmadiyya-Gemeinschaft zählt in der Schweiz etwa 700 Mitglieder. Ein Imam steht der Mahmud-Moschee vor und betreut die Mitglieder der Ahmadiyya-Gemeinschaft in der Schweiz. Seit ihrer Gründung haben acht Imame, die Murrabis genannt werden, der Moschee vorgestanden. Heute ist Walter Walid Tariq Tarnutzer Vorsteher der Moschee.
|    | Murrabi               | Zeitraum                      |
| -- | --------------------- | ----------------------------- |
| 1  | Sheikh Nasir Ahmad    | 1946 bis 1962                 |
| 2  | Mushtaq Ahmad Bajwa   | Juni 1962 – Januar 1975       |
| 3  | Mir Masud Ahmad       | Februar 1975 – Juni 1976      |
| 4  | Naseem Ahmad Mahdi    | April 1977 – November 1983    |
| 5  | Mansur Ahmad Khan     | November 1983 – November 1984 |
| 6  | Masud Ahmad Jehlmi    | Dezember 1984 – August 1990   |
| 7  | Basharat Ahmad Mahmud | August 1990 – January 1997    |
| 8  | Sadaqat Ahmad         | September 2001 – Januar 2016  |
| 9  | Nabeel Ahmad          | 2013 bis ?                    |
| 10 | Abdul Wahab Tayyab    | 2015 bis ?                    |
| 11 | Abdul Basit Tariq     | 2016 – Februar 2017           |
| 12 | Muhammad Ahmed Rashid | 2017 bis ?                    |
| 13 | Wafa Mohammad         | Seit 2017                     |
| 14 | Rasit Ahmed Paktürk   | 2019                          |

## Woche der Religion 2013

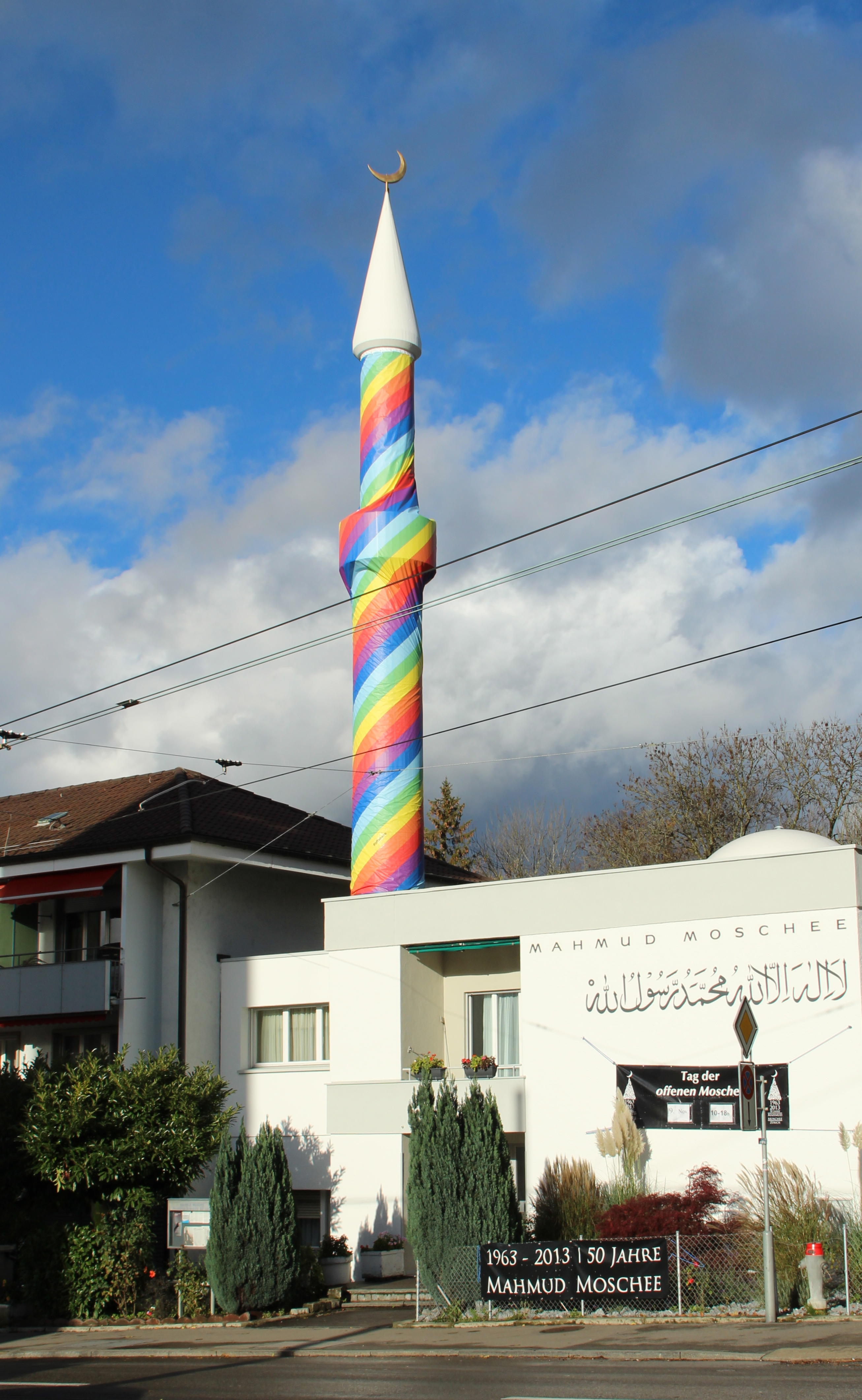
Das Minarett in der Farben der Regenbogenfahne

Im November 2013 wurde das Minarett anlässlich des 50-jährigen Bestehens der Moschee in den Farben der Regenbogenfahne verhüllt, ein internationales Symbol des Friedens und der Toleranz. Damit wollte die Ahmadiyya-Muslim-Gemeinde ein sichtbares Zeichen für den Frieden und den Beginn der «Woche der Religion» vom 2. bis 9. November 2013 setzen.

## Bilder

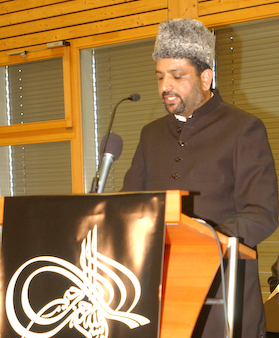
Sadaqat Ahmad – seit 2001 Imam der Mahmud-Moschee
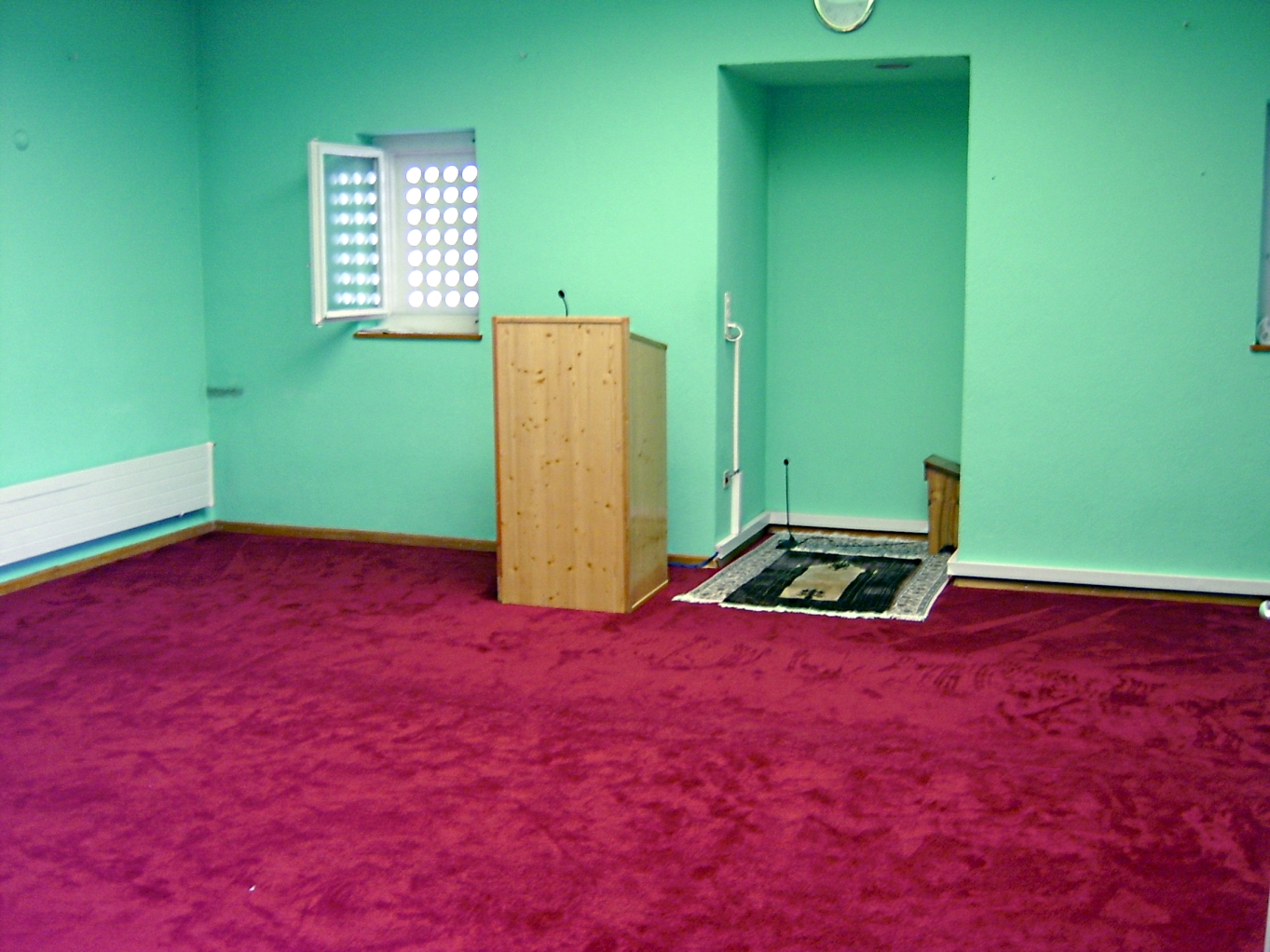
Gebetsraum der Mahmud-Moschee